# Przełęcz Herlańska
Przełęcz Herlańska (słow. Herlianske sedlo) – przełęcz w północnej (słowackiej) części Gór Tokajsko-Slańskich. 660 m n.p.m. Dzieli masywy Makovicy na północy i Mošníka na południu. Przełęcz wykorzystuje droga nr 576 z Vranova nad Topľou przez Herľany do Koszyc. 

## Szlaki turystyczne
czerwony: Ruská Nová Ves – Tri Chotáre – Przełęcz Hanuszowska – Čierna hora – przełęcz Červená mlaka – przełęcz Grimov laz – Makovica – Mošník – Przełęcz Herlańska – Lazy – Przełęcz Slańska – Slanec.